# Паніка (фільм, 1946)
«Паніка» (фр. Panique) — французька кримінальна драма 1946 року, поставлена режисером Жульєном Дювів'є за романом Жоржа Сіменона «Заручини мосьє Іра» (фр. Les fiançailles de Monsieur Hire, 1933). Прем'єра фільму відбулася у вересні 1946 року на Венеційському міжнародному кінофестивалі.

## Сюжет
Бандит убив літню жінку. Мосьє Ір (Мішель Симон), дивак, що живе у цьому ж кварталі і ненависний усіма сусідами, заявляє, ніби у нього є неспростовний доказ, який дозволить упізнати вбивцю. Вбивця доручає своїй коханці спокусити мосьє Іра, а потім підкинути йому сумку убитої. Коли доказ виявлений, жителі кварталу готові лінчувати мосьє Іра за нібито вчинений ним злочин. Ховаючись від переслідувачів, він втікає по дахах і падає. Поліцейський знаходить при ньому фотографію справжнього вбивці, зроблену у момент злочину.

## У ролях
| Вівіан Романс | ···· | Аліс               |
| Мішель Симон  | ···· | мосьє Ір           |
| Макс Дальбан  | ···· | Капулад            |
| Еміль Дрен    | ···· | Бретой             |
| Гі Фав'єр     | ···· | мосьє Саваж        |
| Луї Флорансі  | ···· | інспектор Марселен |

| Шарль Дора    | ···· | Міле         |
| Люка Гріду    | ···· | мосьє Фортен |
| Марсель Перес | ···· | Серманутті   |
| Літа Ресіо    | ···· | Вівіана      |
| Поль Бернар   | ···· | Альфред      |
| Женні Ледюк   | ···· | Ірма         |

## Визнання
| Нагороди та номінації фільму «Паніка» | Нагороди та номінації фільму «Паніка» | Нагороди та номінації фільму «Паніка»         | Нагороди та номінації фільму «Паніка» | Нагороди та номінації фільму «Паніка» | Нагороди та номінації фільму «Паніка» |
| Рік                                   | Кінофестиваль/кінопремія              | Категорія/нагорода                            | Номінант                              | Результат                             |                                       |
| ------------------------------------- | ------------------------------------- | --------------------------------------------- | ------------------------------------- | ------------------------------------- | ------------------------------------- |
| 1946                                  | Венеційський кінофестиваль            | Міжнародний приз критиків — Спеціальна згадка | Паніка                                | Перемога                              |                                       |
| 1947                                  | Спільнота кінокритиків Нью-Йорка      | Найкращий фільм іноземною мовою               | Паніка                                | 2-ге місце                            |                                       |

## Ремейки
У 1987 році на екрани вийшов французький ремейк стрічки, поставлений Патрісом Леконтом під назвою «Мосьє Ір» (фр. Monsieur Hire).